# Trober
A l'edat mitjana, mig segle després de l'aparició dels trobadors al Llenguadoc, sorgeixen al nord els trobers (del francès trouvères). Aquest és el terme que designa els poetes que compongueren les seves obres a l'edat mitjana i influïts per la lírica dels trobadors, però en llengua francesa (langue d'oïl) mentre que els trobadors ho feien en occità. El primer trouvère conegut és Chrétien de Troyes, al darrer terç del segle xii, i els trouvères continuaren la seva producció literària fins als voltants de 1300. Es conserven unes 2000 poesies de trouvères; d'un nombre considerable (dos terços) se’n conserva també la música.
Alguns trouvères dels més importants són Adam de la Halle, Jean Bodel, Gautier de Coincy, Conon de Béthune.

## Llista de trobers (trouvères)
- Adam de Givenchi
- Adam de la Halle (c. 1240–88)
- Adenet Le Roi (c. 1240–c. 1300)
- Andrieu Contredit d'Arras († c. 1248)
- Aubertin d'Airaines
- Aubin de Sézanne
- Audefroi le Bastart (fl. c. 1200-1230)
- Baudouin des Auteus
- Benoît de Sainte-Maure
- Blondel de Nesle (fl c. 1175–1210)
- Carasaus
- Chastelain de Couci (fl. c. 1170-†1203)
- Chardon de Croisilles
- Chrétien de Troyes (fl. ca. 1160-ca. 1180)
- Colart le Boutellier
- Colart le Changeur
- Colin Muset (fl. ca. 1200-50)
- Conon de Béthune (fl. ca. 1180- †1220)
- Coupart
- Dame de Gosnai
- Dame Margot
- Dame Maroie
- Ernoul Caupain
- Ernoul le Vieux
- Étienne de Meaux
- Eustache le Peintre de Reims
- Gace Brulé (ca. 1159-post 1212)
- Gaidifer d'Avion
- Gautier de Coincy (1177/8–1236)
- Gautier de Dargies (ca. 1170 - post 1236)
- Gautier d'Espinal († abans de juliol de 1272)
- Gertrude, duquessa de Lorena (1205–1225)
- Gillebert de Berneville (fl. ca .1255)
- Gilles le Vinier
- Gobin de Reims
- Gontier de Soignies (fl. ca. 1180-1220)
- Guibert Kaukesel
- Guillaume d'Amiens
- Guillaume le Vinier (fl. ca. 1220 - †1245)
- Guillaume Veau
- Guiot de Dijon (fl. ca. 1200–30)
- Guiot de Provins
- Henry Amion
- Henry le Débonnaire
- Henri de Lacy (1249-1311)
- Hue de la Ferté
- Hugues de Berzé (fl. ca. 1150-1220)
- Jaque de Dampierre
- Jacques Bretel
- Jacques de Cambrai
- Jacques de Cysoing
- Jacques le Vinier
- Jean Bodel
- Jean Renaut
- Jehan Bretel (ca. 1200.1272)
- Jehan le Cuvelier d'Arras (fl. c. 1240-70)
- Jehan Erart († ca. 1259)
- Jean le Roux
- Jehan de Braine
- Jehan Fremaux
- Jehan de Grieviler
- Jehan de Nuevile
- Jehan de Trie
- Jocelin de Dijon
- Lambert Ferri
- Lorris Acot
- Mahieu de Gant
- Mahieu le Juif
- Moniot d'Arras (fl. c. 1250–75)
- Moniot de Paris (fl. c. 1250-1278)
- Oede de la Couroierie
- Othon de Grandson
- Perrin d'Angicourt (fl. ca. 1245-50)
- Perrot de Neele
- Philippe de Remy (ca. 1205-ca. 1265)
- Pierre de Corbie
- Pierre de Molins
- Pierrekin de la Coupele
- Raoul de Beauvais
- Raoul de Ferier
- Raoul de Soissons (ca. 1215-1272)
- Ricard Cor de Lleó
- Richard de Fournival (1201-ca.1260)
- Richart de Semilli
- Robert de Blois
- Robert de Castel
- Robert de Reims
- Robert de la Piere
- Rutebeuf
- Simon d'Authie
- Sauvage d'Arraz
- Thibaut de Blazon
- Teobald I de Navarra (1201-53)
- Thierri de Soissons
- Thomas de Herier
- Vidame de Chartres
- Vielart de Corbie
- Walter of Bibbesworth